# Jacky Ickx

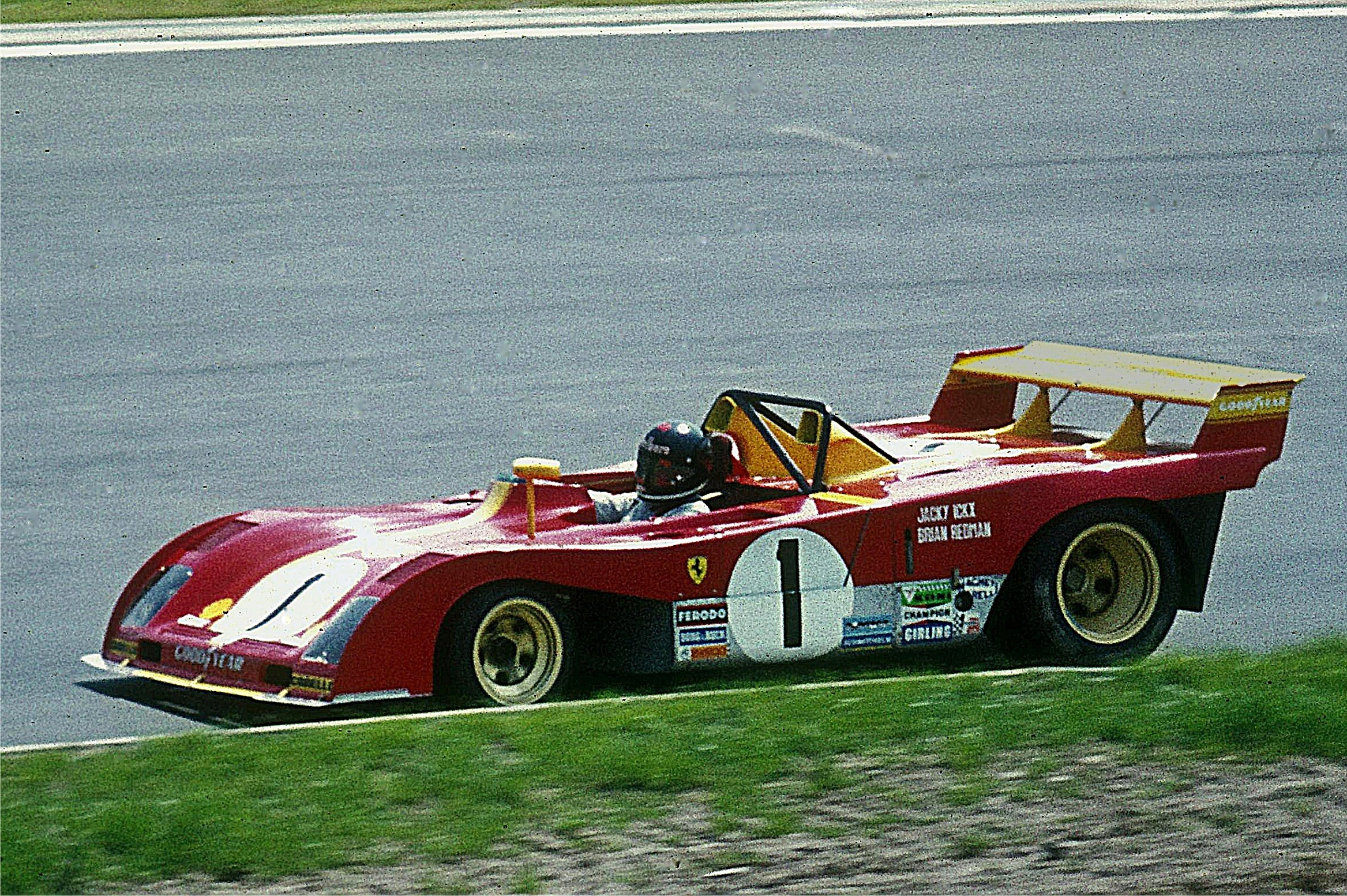
Jacky Ickx ve voze im Ferrari 312 P na Nürburgringu v roce 1973

Jacques Bernard Ickx (* 1. ledna 1945 Brusel) je belgický motocyklový a automobilový závodník a bývalý pilot Formule 1. V letech 1966–1979 působil ve Formuli 1, kde ve 116 závodech dosáhl 25 pódiových umístění, z toho osmi vítězství, dvakrát (1969, 1970) byl vicemistrem světa. Je šestinásobným (1969, 1975–1977, 1981, 1982) vítězem závodu 24 hodin Le Mans.
Jacky Ickx je synem známého belgického motoristického novináře a taktéž bývalého závodníka Jacquesa Ickxe. Do motoristického sportu vstoupil v roce 1963. O dva roky později se na motocyklu Zündapp stal mistrem Belgie v trialu.

## Rallye
Jacky Ickx je také několikanásobným účastníkem Rallye Dakar. V roce 1983 ji s hercem Claudem Brasseurem na voze Mercedes 280G vyhrál. V letech 1986 a 1989 skončil s vozy Porsche 959 a Peugeot 405 T16 na druhém místě.

## Vítězství v 24 hodin Le Mans
- 1969 – Jacky Ickx / Jackie Oliver (Ford GT-40)
- 1975 – Jacky Ickx / Derek Bell (Mirage GR8)
- 1976 – Jacky Ickx / Gijs van Lennep (Porsche 936)
- 1977 – Jacky Ickx / Hurley Haywood / Jürgen Barth (Porsche 936)
- 1981 – Jacky Ickx / Derek Bell (Porsche 936)
- 1982 – Jacky Ickx / Derek Bell (Porsche 956)